# Эчеваррия, Хуан Мигель
Хуан Мигель Эчеваррия (англ. Juan Miguel Echevarría; род. 11 августа 1998, Камагуэй) — кубинский легкоатлет, который специализируется в прыжках в длину, серебряный призёр Олимпийских игр 2020 года, чемпион мира в помещении 2018 года, бронзовый призёр чемпионата мира 2019 года, чемпион Панамериканских игр 2019 года.

## Карьера
На Панамериканских играх в Лиме, в 2019 году, кубинский атлет стал победителем в соревнованиях по прыжкам в длину. Его результат — 8,27 метра. Это первый столь серьёзный успех спортсмена на международных соревнованиях.
28 сентября 2019 года Мигель в Дохе стал бронзовым призёром чемпионата мира в прыжках в длину, показав результат — 8,34 метра и уступив победителю 35 сантиметров.

## Основные результаты
| Год  | Соревнование                      | Место проведения       | Место  | Результат |
| ---- | --------------------------------- | ---------------------- | ------ | --------- |
| 2017 | Чемпионат мира по лёгкой атлетике | Лондон, Великобритания | 15 (q) | 7,86 м    |
| 2019 | Панамериканские игры              | Лима, Перу             | 1      | 8,27 м    |
| 2019 | Чемпионат мира по лёгкой атлетике | Доха, Катар            | 3      | 8,34 м    |